# ノーザン・セキュリティーズ
ノーザン・セキュリティーズ（ Northern Securities Company ）は、1902年に設立されたアメリカ合衆国のトラストである。当時としてはもっとも巨大な資本を有した。1890年に成立した反トラスト法であるシャーマン法に違反しているとしてセオドア・ルーズベルト大統領により提訴され、違法判決が下された最初の企業である。

## 設立の背景

### 当時の鉄道の状況
ジェームズ・ジェローム・ヒルはグレート・ノーザン鉄道（GN）社長であり、ノーザン・パシフィック鉄道（NP）の大株主であった。また、エドワード・ヘンリー・ハリマンはユニオン・パシフィック鉄道（UP）を事実上支配していた。これら三つの鉄道は大陸横断鉄道であり、特にGNとUPは、当時のアメリカにおける鉄道会社のトップ2であった。
これら三つの鉄道に接続し、鉄道輸送のハブたるイリノイ州シカゴに乗り入れる鉄道があった。シカゴ・バーリントン・アンド・クインシー鉄道（CB&Q、バーリントン鉄道ともいう）である。社長はチャールズ・エリオット・パーキンス（Charles Elliott Perkins）である。ヒルとハリマンはともに、自社のネットワークをより強固なものとすべく、このCB&Qを獲得しようとしたことから、一連の動きが始まる。

### CB&Q獲得合戦
パーキンスの経営手腕により、CB&Qの営業成績は好調であり、NPが倒産した1893年恐慌（Panic of 1893）下でも配当を出すほどであったが、長期ストライキや州間通商委員会による摘発のために赤字に陥っていた。パーキンスは、CB&Qも大陸横断鉄道となり業績を回復すべきだと考えていたが、取締役たちの反対にあうなどしてそれが実現せず、CB&Qを手放すことを考えはじめた。
以前よりハリマンがCB&Qを買収するべく働きかけていたが、パーキンスは、1株200ドルにてCB&Qを売却する旨を公言。それにヒルが同意し、若干の譲歩をパーキンスから引き出しつつも、ジョン・ピアポント・モルガンの協力を得てGNとNPがCB&Q株を獲得した。割合は48.5％ずつであるが、NPとGNは提携しているため、ヒル陣営にとってとくに問題はなかった。
これに対して、ハリマンは親会社であるNPごとCB&Qの経営権を得るという画策を開始した。その策略は、モルガンと敵対していた投資銀行であるクーン・ローブ商会（Kuhn, Loeb & Co.）と、その頭取にしてかつてモルガンの強い影響下にあった銀行家・ジェイコブ・シフ（Jacob Henry Schiff）ともに進められた。

### 1901年恐慌（ノーザン・パシフィック・コーナー）
ハリマンは密かに株を買い進めたため、4月から株価は急騰し、ヒル自身までもが株を放出した。1901年5月、NP株がさらに急騰。これが1901年恐慌（Panic of 1901）につながってゆく。5月4日、ハリマンはNP株の過半数にあと4万株、というところまでNP株を買い進めており、残る4万株をなんとしてでも買い進めるようにクーン・ローブ商会に命じたが、責任者にしてユダヤ教徒であるシフが寺院の礼拝に出席中であったために注文が実行されずにいた。
同日、NPのヒルがこの動きを察知し、イタリアにバケーションに出かけていたモルガンに対処を尋ねると、価格を問わず15万株を買うようにと回答した。ハリマンは優先株をコントロールすることができたが、ヒルは会社の内規で普通株の株主たちが優先株の発行を拒否することができることを知っていた。
このハリマンとヒルの複雑な株の売り買いが株式市場に混乱を引き起こした。土曜、月曜、火曜でNPの株価は70ドルも上がり、5月7日の終値は143ドル。翌日には200ドルを超えた。この動きに乗った投機筋が近い将来の株価下落を見越しての証券会社や金融会社から株を借り、空売りを始めた。株価の下落後に株を買い戻せば、その差額が利益となるためである。しかし、NP株は高騰し続けた。そのため、株を借りた投機家はその代金を精算せねばならず、そのために他社の株の売却をはじめた。その日のうちに他社の株は暴落した。翌5月8日、NP株は1000ドルを超えた。その一方で、ニューヨーク証券取引所開設以来の大暴落が市場を襲い、それにつられてNP株がついに下落した。この混乱は、モルガンのパートナーであるジョージ・パーキンズとシフ、もう一方の当事者であるハリマンとがともに動き、空売り側が1株150ドルで買い戻すことを許可することで収束に向かった。
これを1901年恐慌という。また、これらの一連の動きをさして、ノーザン・パシフィック・コーナー（ノーザン・パシフィック鉄道株買い占め事件）という。

### NP株の行方
最終的には、ハリマンは優先株と普通株をあわせて過半数の株を取得しており、ヒルは普通株だけでは過半数を取得していた。NPの場合、優先株・普通株双方に議決権があったが、優先株には「普通株主が議決すれば、1月1日をもって優先株を償却できる」という定めがあった。また、取締役の改選のための株主総会が毎年10月にあった。そこで、ヒルとモルガンはハリマンを出し抜いて10月の取締役改選を切り抜け、1902年1月に優先株を償却することを画策した。

### ノーザン・セキュリティーズの成立
ノーザン・パシフィック・コーナーが起きる以前より、ヒルはGN、NP、CB&Qの三鉄道の組織を統合したいと考えていた。当時、寛大な州法を持つニュージャージー州に形式的に本社を置く企業が多数あったが、ヒルはそれにならい、1901年11月12日、ニュージャージー州に本社を置く持株会社、ノーザン・セキュリティーズを設立する。
資本金は4億ドル。ヒルが社長で、15人の取締役には、ハリマン、シフ、モルガンらが選出された。NPとGNの株主は、NP株を1株115ドル、GN株を1株180ドルで受け取り、ノーザン・セキュリティーズの株と交換した。当時のNPの発行済み資本は1億5,500万ドル、GNのそれは1億2,388万400ドルで、両者を足すと約3億7,900万ドルであり、すなわちノーザン・セキュリティーズの資本金は、それらをすべて買い取ることができる額に設定されていた。ハリマンはこの売却に応じ、11月18日には所有するNP株すべてをノーザン・セキュリティーズに売却。ノーザン・セキュリティーズは1902年1月に優先株を償却し、1902年3月までにはNPの資本金の96％、GNの資本金の76％にあたる株を得た。

### ミネソタ州による提訴と結果
ところが、GNの設立特許を交付したミネソタ州は、こうした合同がトラスト的であるとして批判的であった。1902年2月、ミネソタ州法務長官は、健全な公共政策の遂行を妨げるとしてミネソタ州裁判所に提訴。予審法廷では違法、巡回裁判所は合法という判決を経て、1904年3月14日、最高裁では違法5対合法4かつ違法とした側の一人は補足意見つきで違法判決が下された。当時、反トラスト法そのものに対する意見が二分されていたため、それを反映したような結果となった。

### ノーザン・セキュリティーズの事実上の解体
判決は、解体こそ命じなかったが、これ以上の株式取得・取得済みの株式の議決権行使禁止・鉄道収益から持株会社株への配当支払い禁止を命じた。
同1904年3月22日、ヒルは全株主に99％の減資を行い、発行済みの株は、NPとGNの株によって償還すると通達。その方法については、NPとGNの株を買い取り前の状態に戻した上で、各株主がどちらをどんな割合で売却したかを問わず、現在のNPとGNの株の比率に応じて償還する方法と、売却時の割合のままに償還する方法とが考えられたが、ヒルとモルガンはハリマンの勢力をそぐために後者を採用した。前者を採ると、ハリマンはNP株の過半数を得ることになってしまうためである。
当然、ハリマンは不服を唱え、ノーザン・セキュリティーズを違法とした予審法廷の裁判官に、違法とされた行為、すなわちトラスト的行為がなお続くと申し立てをしたが、ヒルはそもそもノーザン・セキュリティーズの解体が命じられていないことを盾として、前述後者の方法ではハリマンの支配するUPとNPがトラスト的存在となると主張し、結局、ハリマンの訴えは却下された。
続いて合法判決を出した巡回裁判所に提訴したが、同様の議論の末、1904年3月6日に最高裁にてハリマンの訴えは却下された。
結果として、ヒルのグループはGN株の24％、NP株の25％を、ハリマンのグループはそれぞれ19％、20％となり、ヒルによるNP・GN支配はより強固なものとなった。また、以後この三つの鉄道の協調体制は統合まで続くこととなった。一方、翌1906年ころからGN株、NP株とも上昇し続けたため、ハリマンはほとんどすべての両者の株を放出。投機利益は5,800万ドルといわれる。そして、ハリマンはUPの拡張に専念するようになり、皮肉にもGN・NPの競合路線であるUPの経営は盤石なものとなっていった。

### この裁判の影響
ノーザン・セキュリティーズに対する判決は、以後、重要な判例とされ、続く7年間のうちに同様の事例は44件を数えた。
1955年より、GNとNPは合併の交渉に入り、以後数回の交渉を経て、1970年3月2日に最高裁判所の公認のもと、両者およびCB&QとSP&Sが合併し、バーリントン・ノーザン鉄道（BN）が成立した。時既に鉄道の社会への影響力は大幅に低下し、違法とされた2社に加えて合計4社が合同しても、なんら市場の独占たりえなくなってしまっていたのである。